# Klasyfikacja medalowa Zimowych Igrzysk Olimpijskich 1964
     zdobywcy co najmniej jednego złotego medalu
     zdobywcy co najmniej jednego srebrnego medalu
     zdobywcy co najmniej jednego brązowego medalu
     państwa bez medalu
     państwa nieuczestniczące w igrzyskach

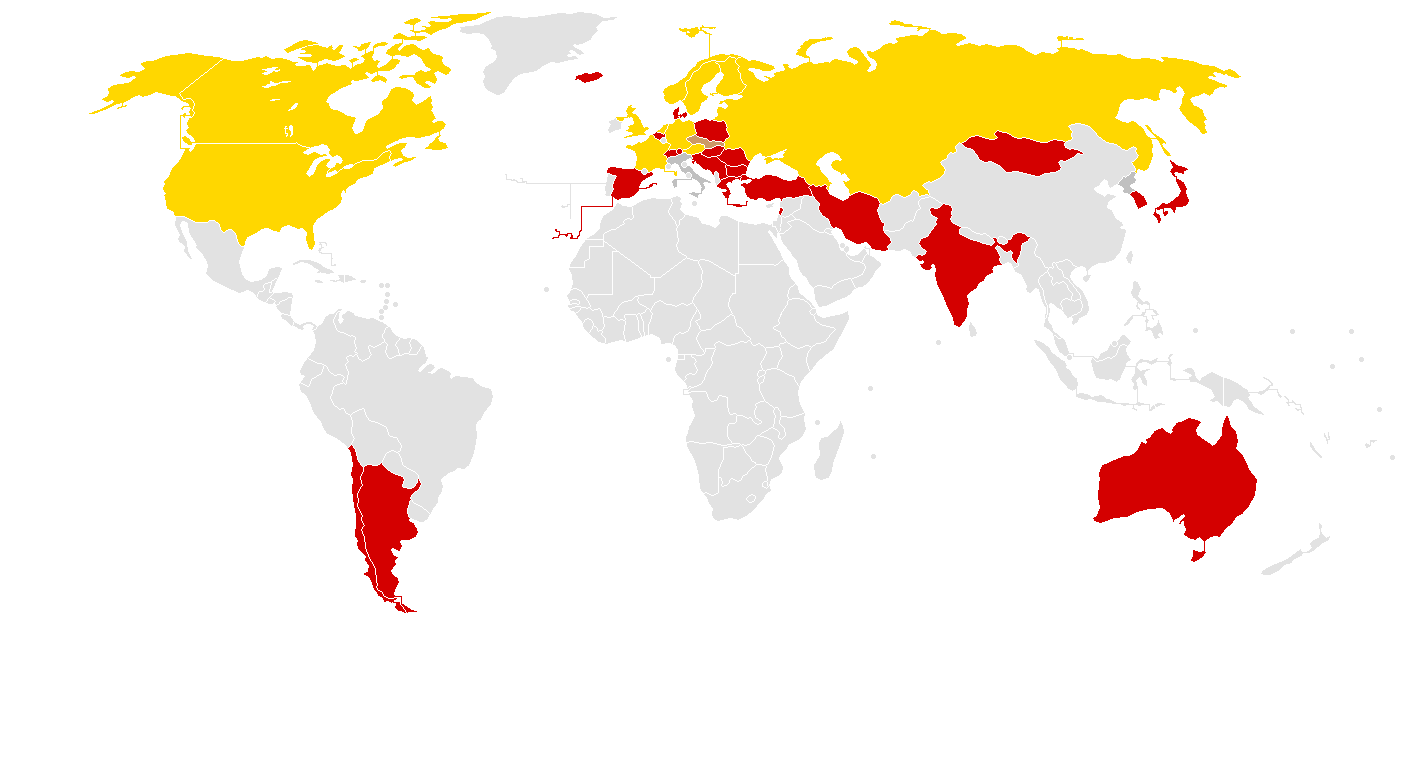
Państwa uczestniczące w Zimowych Igrzyskach Olimpijskich 1964
zdobywcy co najmniej jednego złotego medalu
zdobywcy co najmniej jednego srebrnego medalu
zdobywcy co najmniej jednego brązowego medalu
państwa bez medalu
państwa nieuczestniczące w igrzyskach

Klasyfikacja medalowa Zimowych Igrzysk Olimpijskich 1964 – zestawienie państw, reprezentowanych przez narodowe komitety olimpijskie, uszeregowanych pod względem liczby zdobytych medali na IX Zimowych Igrzyskach Olimpijskich w 1964 roku w Innsbrucku.
Na igrzyskach przeprowadzono 34 konkurencje w 10 dyscyplinach sportowych, czyli o 7 konkurencji więcej niż podczas poprzednich zimowych igrzysk, które odbyły się w Squaw Valley. W programie igrzysk w Innsbrucku ponownie znalazły się dwie konkurencje bobslejowe (dwójki i czwórki mężczyzn), których nie rozegrano w Squaw Valley. Ponadto do programu igrzysk włączono po raz pierwszy trzy konkurencje saneczkarskie (jedynki i dwójki mężczyzn oraz jedynki kobiet), a także bieg narciarski na 5 km kobiet i konkurs indywidualny w skokach narciarskich na dużym obiekcie.
W igrzyskach olimpijskich wzięło udział 1094 sportowców (894 mężczyzn i 200 kobiet) z 36 narodowych reprezentacji. Oznaczało to rekordową liczbę uczestników zimowych igrzysk olimpijskich, a także pierwszą edycję tej imprezy, podczas której liczba uczestników przekroczyła 1000. Dla dwóch państw – Korei Północnej i Mongolii – występ w Innsbrucku był debiutem olimpijskim, zarówno biorąc pod uwagę igrzyska zimowe, jak i letnie. Ponadto w zimowych igrzyskach olimpijskich pierwszy start zaliczyły Indie.
Medale olimpijskie zdobyli sportowcy z 14 państw, co oznacza, że 22 reprezentacje wyjechały z igrzysk z zerowym dorobkiem medalowym. W klasyfikacji medalowej zwyciężyli reprezentanci Związku Socjalistycznych Republik Radzieckich, w których dorobku znalazło się jedenaście złotych, osiem srebrnych i sześć brązowych medali. Był to najlepszy wynik medalowy tego kraju na zimowych igrzyskach olimpijskich, po raz drugi z rzędu liczba zdobytych przez ZSRR złotych medali wyniosła jedenaście. Jednocześnie były to piąte z rzędu igrzyska, po zimowych w 1956 i 1960 oraz letnich w 1956 i 1960, w których w tabeli medalowej triumfował Związek Radziecki.
Pierwszy medal igrzysk olimpijskich dla Korei Północnej zdobyła Han Pil-hwa – srebrny w biegu łyżwiarskim na 3000 m kobiet. Był to jednocześnie pierwszy medal zimowych igrzysk olimpijskich wywalczony przez sportsmenkę z Azji. Pierwszy złoty medal zimowych igrzysk olimpijskich dla Holandii i zarazem pierwsze złoto olimpijskie od Letnich Igrzysk Olimpijskich 1948 dla tego kraju zdobyła Sjoukje Dijkstra w konkursie solistek w łyżwiarstwie figurowym.
Po raz pierwszy rola gospodarza igrzysk olimpijskich przypadła Austrii. Podczas igrzysk w Innsbrucku reprezentanci gospodarzy osiągnęli najlepszy start w dotychczasowej historii występów w zimowych igrzyskach olimpijskich. Po raz drugi w historii, po igrzyskach w Cortina d’Ampezzo, w ich dorobku znalazły się cztery złote medale olimpijskie. Był to zarazem najlepszy występ Austriaków w igrzyskach olimpijskich od Letnich Igrzysk Olimpijskich 1936. Najlepszy wynik medalowy w zimowych igrzyskach olimpijskich osiągnęli również sportowcy z Francji, którzy po raz pierwszy zdobyli trzy złote medale. Był to najlepszy występ olimpijski Francuzów od letnich igrzysk w Melbourne.
Najlepszy start w zimowych edycjach od igrzysk w Chamonix odnotowali reprezentanci Finlandii, dla których był to najlepszy start olimpijski od letnich igrzysk w Helsinkach. Dla Norwegów, występ w Innsbrucku był najlepszym startem olimpijskim od zimowych igrzysk w Oslo, a dla Szwedów – najlepszym zimowym startem od 1948 roku.
Reprezentacja Wielkiej Brytanii po raz pierwszy od 12 lat, czyli od igrzysk w Oslo, zdobyła złoty medal na zimowych igrzyskach olimpijskich. Dokonali tego bobsleiści w konkursie dwójek. Dla reprezentacji Czechosłowacji igrzyska w 1964 roku były czwartymi zimowymi, po 1928, 1948 i 1960 roku, które zakończyli oni z medalem olimpijskim. Po raz trzeci medal dla Czechosłowacji zdobyli hokeiści.
Najsłabszy od igrzysk w Garmisch-Partenkirchen start w zimowych igrzyskach olimpijskich zaliczyli sportowcy ze Stanów Zjednoczonych. Był to trzeci w historii start olimpijski Amerykanów, który zakończył się zdobyciem tylko jednego tytułu mistrza olimpijskiego. Ponadto reprezentacja USA nie zdobyła medalu w turnieju hokejowym, tak samo jak reprezentacja Kanady. Był to pierwszy w historii turniej olimpijski w hokeju na lodzie, w którym Kanadyjczycy nie zdobyli medalu.
Po raz drugi z rzędu złotego medalu zimowych igrzysk olimpijskich nie zdobyli reprezentanci Włoch, lecz ich start był lepszy niż w Squaw Valley, gdzie zdobyli tylko jeden medal. Spośród krajów, które zdobyły medale na igrzyskach w 1960 roku, na podium olimpijskim w Innsbrucku zabrakło reprezentantów Szwajcarii i Polski. Dla Szwajcarów był to pierwszy w historii start w zimowych igrzyskach zakończony bez medalu i jednocześnie pierwszy od Letnich Igrzysk Olimpijskich 1908 start z zerowym dorobkiem. Z kolei reprezentanci Polski nie zdobyli medalu olimpijskiego po raz pierwszy od Zimowych Igrzysk Olimpijskich 1952 w Oslo. Igrzyska w Innsbrucku były również drugimi z rzędu zimowymi, podczas których medalu nie zdobyli reprezentanci Węgier. Przed 1960 rokiem Węgrzy zdobywali medale na wszystkich igrzyskach począwszy od Zimowych Igrzysk Olimpijskich 1928.
Podczas igrzysk 24 sportowców zdobyło więcej niż jeden medal olimpijski, a 13 spośród nich wywalczyło co najmniej jeden tytuł mistrza olimpijskiego. Najbardziej utytułowanymi zawodniczkami igrzysk zostały reprezentantki ZSRR – Lidija Skoblikowa, czterokrotna złota medalistka w łyżwiarstwie szybkim oraz Kławdija Bojarskich, trzykrotna złota medalistka w biegach narciarskich. Obie zawodniczki zwyciężyły we wszystkich konkurencjach w swoich dyscyplinach. Po trzy medale olimpijskie zdobyli również dwaj biegacze narciarscy: Fin Eero Mäntyranta i Szwed Sixten Jernberg. Na poprzednich dwóch igrzyskach Jernberg zdobył sześć medali olimpijskich. Dzięki medalom zdobytym w 1964 roku został pierwszym w historii sportowcem, w dorobku którego znalazło się dziewięć medali zimowych igrzysk olimpijskich.
Igrzyska odbyły się w cieniu tragicznej śmierci dwóch zawodników – brytyjskiego saneczkarza, Kazimierza Kaya-Skrzypeckiego i australijskiego narciarza alpejskiego, Rossa Milne, którzy zginęli podczas treningów przed konkursami olimpijskimi.

## Klasyfikacja państw
Poniższa tabela przedstawia klasyfikację medalową państw, które zdobyły medale na Zimowych Igrzyskach Olimpijskich 1964 w Innsbrucku, sporządzoną na podstawie oficjalnych raportów Międzynarodowego Komitetu Olimpijskiego. Klasyfikacja posortowana jest najpierw według liczby osiągniętych medali złotych, następnie srebrnych, a na końcu brązowych. W przypadku, gdy dwa kraje zdobyły tę samą liczbę medali wszystkich kolorów, o kolejności zdecydował porządek alfabetyczny.
Po kilku różnych rozstrzygnięciach, w konkursie par sportowych w łyżwiarstwie figurowym przyznano dwa srebrne medale, pozostawiając medal brązowy za trzecie miejsce. Ponadto w biegu łyżwiarskim na 500 m mężczyzn przyznano trzy srebrne medale, a w biegu łyżwiarskim na 3000 m kobiet i alpejskim slalomie gigancie kobiet – po dwa srebrne medale. W tych trzech konkurencjach nie przyznano medali brązowych.
| Miejsce | Państwo         | Złoto | Srebro | Brąz | Razem |
| ------- | --------------- | ----- | ------ | ---- | ----- |
| 1.      | ZSRR            | 11    | 8      | 6    | 25    |
| 2.      | Austria         | 4     | 5      | 3    | 12    |
| 3.      | Norwegia        | 3     | 6      | 6    | 15    |
| 4.      | Finlandia       | 3     | 4      | 3    | 10    |
| 5.      | Francja         | 3     | 4      | –    | 7     |
| 6.      | Niemcy          | 3     | 3      | 3    | 9     |
| 7.      | Szwecja         | 3     | 3      | 1    | 7     |
| 8.      | USA             | 1     | 2      | 4    | 7     |
| 9.      | Kanada          | 1     | 1      | 1    | 3     |
| 10.     | Holandia        | 1     | 1      | –    | 2     |
| 11.     | Wielka Brytania | 1     | –      | –    | 1     |
| 12.     | Włochy          | –     | 1      | 3    | 4     |
| 13.     | Korea Północna  | –     | 1      | –    | 1     |
| 14.     | Czechosłowacja  | –     | –      | 1    | 1     |
| Razem   | Razem           | 34    | 39     | 31   | 104   |

## Klasyfikacje według dyscyplin

### Biathlon
Po raz drugi z rzędu w kalendarzu olimpijskim znalazł się biathlonowy bieg indywidualny mężczyzn na 20 km. Tak samo jak w Squaw Valley była to jedyna konkurencja biathlonowa rozegrana podczas igrzysk w Innsbrucku.
Złoty i srebrny medal wywalczyli reprezentanci ZSRR – Władimir Miełanjin i Aleksandr Priwałow, a brązowy – Norweg Olav Jordet. Priwałow został pierwszym biathlonistą, który zdobył drugi medal olimpijski w karierze – na poprzednich igrzyskach stanął na trzecim miejscu podium olimpijskiego. Z kolei Jordet został pierwszym norweskim medalistą igrzysk olimpijskich w biathlonie.
| Miejsce | Państwo  | Złoto | Srebro | Brąz | Razem |
| ------- | -------- | ----- | ------ | ---- | ----- |
| 1.      | ZSRR     | 1     | 1      | –    | 2     |
| 2.      | Norwegia | –     | –      | 1    | 1     |
| Razem   | Razem    | 1     | 1      | 1    | 3     |

### Biegi narciarskie
Na Zimowych Igrzyskach Olimpijskich 1964 rozegrano siedem konkurencji w biegach narciarskich. Do dotychczas rozgrywanych biegów mężczyzn na dystansach 15, 30 i 50 km, biegu kobiet na 10 km i biegów sztafetowych kobiet i mężczyzn dołączono po raz pierwszy bieg kobiet na 5 km.
Rywalizację wśród kobiet zdominowała Kławdija Bojarskich, zdobywając trzy złote medale olimpijskie. Została tym samym pierwszą biegaczką z trzema złotami wywalczonymi na jednych igrzyskach i zarazem pierwszą, która zwyciężyła we wszystkich konkurencjach igrzysk. Po trzy medale zdobyli także biegacze: Eero Mäntyranta (dwa złote i jeden srebrny) oraz Sixten Jernberg (dwa złote i jeden brązowy). Ponadto dwukrotnie na podium olimpijskim stanęło jeszcze siedmioro biegaczy i biegaczek: Jewdokija Miekszyło i Assar Rönnlund (oboje złoto i srebro), Alewtina Kołczina (złoto i brąz), Harald Grønningen (dwa razy srebro), Mirja Lehtonen i Arto Tiainen (oboje srebro i brąz) oraz Igor Woronczichin (dwa razy brąz).
Wszystkie medale w biegu kobiet na dystansie 5 km zdobyły reprezentantki Związku Radzieckiego – zwyciężyła Kławdija Bojarskich, druga była Jewdokija Miekszyło, a trzecia – Marija Gusakowa.
Dzięki zdobytym w Innsbrucku medalom Sixten Jernberg został pierwszym w historii dziewięciokrotnym medalistą zimowych igrzysk olimpijskich.
| Miejsce | Państwo   | Złoto | Srebro | Brąz | Razem |
| ------- | --------- | ----- | ------ | ---- | ----- |
| 1.      | ZSRR      | 3     | 1      | 4    | 8     |
| 2.      | Finlandia | 2     | 2      | 2    | 6     |
| 3.      | Szwecja   | 2     | 2      | 1    | 5     |
| 4.      | Norwegia  | –     | 2      | –    | 2     |
| Razem   | Razem     | 7     | 7      | 7    | 21    |

### Bobsleje
Na igrzyskach w Innsbrucku do kalendarza olimpijskiego powróciły konkurencje bobslejowe, które nie były rozgrywane podczas igrzysk w Squaw Valley. Tak samo, jak 8 lat wcześniej w Cortina d’Ampezzo, rywalizacja składała się z dwójek i czwórek mężczyzn.
W konkurencji dwójek triumfowali Brytyjczycy przed dwoma bobami z Włoch. W czwórkach najlepsi byli Kanadyjczycy, drugie miejsce zajęli Austriacy, a trzecie Włosi. Jedynymi zawodnikami, którzy w Innsbrucku dwukrotnie stanęli na podium olimpijskim, byli Włosi Eugenio Monti i Sergio Siorpaes – zdobywcy dwóch brązowych medali olimpijskich. Monti został jednocześnie drugim bobsleistą w historii, po Fritzu Feierabendzie, który stał na podium w dwójkach podczas dwóch kolejnych zawodów olimpijskich.
Przed swoim startem brytyjska dwójka napotkała problemy z uruchomieniem boba. Eugenio Monti, widząc ich problemy, użyczył im śrubę z własnego pojazdu. Za tę postawę fair play został jako pierwszy w historii nagrodzony medalem Pierre de Coubertina.
| Miejsce | Państwo         | Złoto | Srebro | Brąz | Razem |
| ------- | --------------- | ----- | ------ | ---- | ----- |
| 1.      | Kanada          | 1     | –      | –    | 1     |
| 1.      | Wielka Brytania | 1     | –      | –    | 1     |
| 3.      | Włochy          | –     | 1      | 2    | 3     |
| 4.      | Austria         | –     | 1      | –    | 1     |
| Razem   | Razem           | 2     | 2      | 2    | 6     |

### Hokej na lodzie
Niezmiennie od poprzednich zimowych igrzysk w kalendarzu olimpijskim w Innsbrucku znalazł się turniej w hokeju na lodzie mężczyzn.
Rozgrywki zdominowali hokeiści ze Związku Radzieckiego, którzy wygrali wszystkie siedem spotkań. Tym samym zdobyli drugi w historii złoty medal w hokeju dla tego kraju. Trzeci medal w tej dyscyplinie zdobyli dla swoich krajów reprezentanci Szwecji (srebrny) i Czechosłowacji (brązowy). Po raz pierwszy bez medalu olimpijskiego pozostali hokeiści kanadyjscy, którzy zakończyli turniej na czwartym miejscu. Po raz trzeci, po igrzyskach w 1928 i 1948 roku, medalu nie zdobyli również Amerykanie.
| Miejsce | Państwo        | Złoto | Srebro | Brąz | Razem |
| ------- | -------------- | ----- | ------ | ---- | ----- |
| 1.      | ZSRR           | 1     | –      | –    | 1     |
| 2.      | Szwecja        | –     | 1      | –    | 1     |
| 3.      | Czechosłowacja | –     | –      | 1    | 1     |
| Razem   | Razem          | 1     | 1      | 1    | 3     |

### Kombinacja norweska
Na igrzyskach w 1964 roku, bez zmian w porównaniu do poprzednich igrzysk, rozegrano jedną konkurencję w kombinacji norweskiej – zawody indywidualne. Dwuboiści startowali w Seefeld, zawody składały się ze skoków na obiekcie normalnym (Toni-Seelos-Olympiaschanze) i biegu na dystansie 15 kilometrów.
Mistrzem olimpijskim został Tormod Knutsen, który cztery lata wcześniej zdobył srebrny medal. Mistrz olimpijski ze Squaw Valley, Georg Thoma, zdobył w Innsbrucku brązowy medal. Wicemistrzem olimpijskim został natomiast Nikołaj Kisielow. Zdobyty przez niego srebrny medal był drugim w historii dyscypliny medalem wywalczonym dla Związku Radzieckiego, po brązowym medalu Nikołaja Gusakowa przed czterema laty.
| Miejsce | Państwo  | Złoto | Srebro | Brąz | Razem |
| ------- | -------- | ----- | ------ | ---- | ----- |
| 1.      | Norwegia | 1     | –      | –    | 1     |
| 2.      | ZSRR     | –     | 1      | –    | 1     |
| 3.      | Niemcy   | –     | –      | 1    | 1     |
| Razem   | Razem    | 1     | 1      | 1    | 3     |

### Łyżwiarstwo figurowe
Konkurencje olimpijskie w łyżwiarstwie figurowym na igrzyskach w Innsbrucku pozostały niezmienne względem poprzednich igrzysk – rozegrano konkurencje solistów, solistek i par sportowych.
Medale olimpijskie w konkurencjach indywidualnych zdobyli reprezentanci sześciu państw – w dorobku każdego z nich znalazł się jeden medal. W konkursie par sportowych medale zdobyli reprezentanci czterech państw. Niemcy, Kanada i Stany Zjednoczone zakończyły w ten sposób igrzyska z dorobkiem dwóch medali w dyscyplinie.
Kontrowersje wzbudza rozstrzygnięcie zawodów par sportowych. Zwycięzcami konkurencji została para radziecka – Ludmiła Biełousowa i Oleg Protopopow. Po zawodach wicemistrzami olimpijskimi ogłoszono parę niemiecką – Marika Kilius i Hans-Jürgen Bäumler, a brązowymi medalistami parę kanadyjską – Debbi Wilkes i Guy Revell. Dwa lata po igrzyskach Niemcy zostali zdyskwalifikowani, a srebrny medal im odebrano z uwagi na to, że przed występem na igrzyskach podpisali oni zawodowe kontrakty. Wobec powyższego srebrny medal przyznano parze kanadyjskiej, a brązowy parze amerykańskiej – Vivian Joseph i Ron Joseph. W 1987 roku Międzynarodowy Komitet Olimpijski cofnął decyzję o odebraniu medalu parze niemieckiej, jednak nie cofnięto przyznania srebrnego medalu parze kanadyjskiej i brązowego parze amerykańskiej. Wobec tego w konkurencji par sportowych przyznano cztery medale – złoty dla pary z ZSRR, srebrne dla par z Niemiec i Kanady oraz brązowy dla pary z USA.
Zwyciężczyni konkursu solistek, Sjoukje Dijkstra została pierwszą w historii zdobywczynią złotego medalu zimowych igrzysk olimpijskich dla Holandii.
| Miejsce | Państwo  | Złoto | Srebro | Brąz | Razem |
| ------- | -------- | ----- | ------ | ---- | ----- |
| 1.      | Niemcy   | 1     | 1      | –    | 2     |
| 2.      | Holandia | 1     | –      | –    | 1     |
| 2.      | ZSRR     | 1     | –      | –    | 1     |
| 4.      | Kanada   | –     | 1      | 1    | 2     |
| 5.      | Austria  | –     | 1      | –    | 1     |
| 5.      | Francja  | –     | 1      | –    | 1     |
| 7.      | USA      | –     | –      | 2    | 2     |
| Razem   | Razem    | 3     | 4      | 3    | 10    |

### Łyżwiarstwo szybkie
Konkurencje łyżwiarskie nie zmieniły się w porównaniu do igrzysk w Squaw Valley – panczeniści i panczenistki rywalizowali w ośmiu konkurencjach – czterech wśród kobiet i czterech wśród mężczyzn.
Zawody kobiet zdominowała Lidija Skoblikowa, zwyciężając we wszystkich czterech konkurencjach. Ustanowiła tym samym rekord w liczbie czterech złotych medali zdobytych w łyżwiarstwie szybkim podczas jednych igrzysk. Poprzedni rekord ustanowiony w 1952 roku (trzy złote medale) należał do Hjalmara Andersena. Multimedalistami igrzysk w Innsbrucku zostali również: Knut Johannesen (złoty i brązowy), Irina Jegorowa (dwa srebrne) oraz Fred Anton Maier i Kaija Mustonen (srebrny i brązowy).
Po raz drugi w historii w biegu na 500 metrów mężczyzn przyznano trzy srebrne medale – taki sam rezultat w tym biegu osiągnęli Alv Gjestvang, Jewgienij Griszyn i Władimir Orłow. Wcześniej trzy srebrne medale przyznano podczas igrzysk w Sankt Moritz w 1948 roku i była to do tego momentu jedyna konkurencja łyżwiarska, w której trzech zawodników stanęło na drugim stopniu podium.
Ponadto w biegu na 3000 metrów kobiet przyznano dwa srebrne medale – taki sam czas uzyskały Han Pil-hwa i Walentina Stienina. Srebrny medal Han Pil-hwa był pierwszym w historii medalem olimpijskim dla Korei Północnej. Jednocześnie zawodniczka została pierwszą w historii kobietą z Azji, która stanęła na podium zimowych igrzysk olimpijskich.
| Miejsce | Państwo        | Złoto | Srebro | Brąz | Razem |
| ------- | -------------- | ----- | ------ | ---- | ----- |
| 1.      | ZSRR           | 5     | 5      | 2    | 12    |
| 2.      | Norwegia       | 1     | 3      | 3    | 7     |
| 3.      | Szwecja        | 1     | –      | –    | 1     |
| 3.      | USA            | 1     | –      | –    | 1     |
| 5.      | Finlandia      | –     | 1      | 1    | 2     |
| 6.      | Holandia       | –     | 1      | –    | 1     |
| 6.      | Korea Północna | –     | 1      | –    | 1     |
| Razem   | Razem          | 8     | 11     | 6    | 25    |

### Narciarstwo alpejskie
Na igrzyskach w Innsbrucku przeprowadzono sześć konkurencji olimpijskich w narciarstwie alpejskim – zjazd, slalom i slalom gigant kobiet i mężczyzn. Skład konkurencji nie uległ zmianie w porównaniu do poprzednich igrzysk. Wszystkie konkurencje były jednocześnie zaliczane do mistrzostw świata w narciarstwie alpejskim, w ramach których rozegrano także kombinację kobiet i mężczyzn.
Medalistami zostali reprezentanci czterech państw – Austrii, Francji, Niemiec i Stanów Zjednoczonych. Czworo narciarzy zdobyło po dwa medale olimpijskie. Złoty i srebrny medal wywalczyły Francuzki Marielle i Christine Goitschel, złoty i brązowy – Austriak Josef Stiegler, a srebrny i brązowy – Amerykanka Jean Saubert. W slalomie gigancie kobiet Christine Goitschel i Jean Saubert uzyskały ten sam czas, gorszy tylko od Marielle Goitschel, wobec czego rozdano dwa srebrne medale, a medalu brązowego nie przyznano. Na podium olimpijskim w zjeździe kobiet stanęły trzy zawodniczki austriackie – Christl Haas, Edith Zimmermann i Traudl Hecher.
Podczas treningu przed zjazdem mężczyzn śmiertelnemu wypadkowi uległ australijski alpejczyk, Ross Milne, który w trakcie przejazdu uderzył w drzewo.
W rozgrywanych w Innsbrucku zawodach w kombinacji, zaliczanych jednak tylko do mistrzostw świata, wśród mężczyzn zwyciężył Ludwig Leitner przed Gerhardem Nenningiem i Billym Kiddem, a wśród kobiet triumfowała Marielle Goitschel, która pokonała Christl Haas i Edith Zimmermann.
| Miejsce | Państwo | Złoto | Srebro | Brąz | Razem |
| ------- | ------- | ----- | ------ | ---- | ----- |
| 1.      | Francja | 3     | 3      | –    | 6     |
| 2.      | Austria | 3     | 2      | 2    | 7     |
| 3.      | USA     | –     | 2      | 2    | 4     |
| 4.      | Niemcy  | –     | –      | 1    | 1     |
| Razem   | Razem   | 6     | 7      | 5    | 18    |

### Saneczkarstwo
Podczas igrzysk w Innsbrucku zadebiutowała nowa dyscyplina olimpijska – saneczkarstwo. Do kalendarza igrzysk wprowadzono trzy konkurencje saneczkarskie – jedynki mężczyzn, dwójki mężczyzn i jedynki kobiet.
Medale zdobyło dwanaścioro zawodników z trzech państw – Niemiec, Austrii i Włoch. Żaden zawodnik nie stanął na podium olimpijskim więcej niż jeden raz. Największą liczbę medali zdobyli reprezentanci Niemiec – pięć – dwa złote, dwa srebrne i jeden brązowy. W rywalizacji jedynek mężczyzn całe podium olimpijskie zajęli reprezentanci Niemiec – zwyciężył Thomas Köhler, drugi był Klaus-Michael Bonsack, a trzeci Hans Plenk.
Podczas treningu przedolimpijskiego, na dwa tygodnie przed rozpoczęciem igrzysk, na torze saneczkowym śmiertelnemu wypadkowi uległ brytyjski saneczkarz polskiego pochodzenia – Kazimierz Kay-Skrzypecki. Podczas ceremonii otwarcia igrzysk jego śmierć uczczono minutą ciszy.
| Miejsce | Państwo | Złoto | Srebro | Brąz | Razem |
| ------- | ------- | ----- | ------ | ---- | ----- |
| 1.      | Niemcy  | 2     | 2      | 1    | 5     |
| 2.      | Austria | 1     | 1      | 1    | 3     |
| 3.      | Włochy  | –     | –      | 1    | 1     |
| Razem   | Razem   | 3     | 3      | 3    | 9     |

### Skoki narciarskie
Na igrzyskach w Innsbrucku po raz pierwszy rozegrano dwie konkurencje olimpijskie w skokach narciarskich – do dotychczas rozgrywanych zawodów na dużej skoczni dołączono konkurs na skoczni normalnej. Arenami zmagań skoczków były Bergisel w Innsbrucku i Toni-Seelos-Olympiaschanze w Seefeld. Poza wprowadzeniem dodatkowego konkursu, w porównaniu do poprzednich igrzysk zmianie uległa formuła rozgrywania zawodów – każdy z nich składał się z trzech serii skoków, spośród których do noty zawodnika wliczane były dwie najwyżej punktowane próby.
Medale w obu konkursach podzieliło między sobą trzech skoczków – Veikko Kankkonen i Toralf Engan zdobyli po jednym złotym i jednym srebrnym medalu, a dwa brązowe medale wywalczył Torgeir Brandtzæg.
| Miejsce | Państwo   | Złoto | Srebro | Brąz | Razem |
| ------- | --------- | ----- | ------ | ---- | ----- |
| 1.      | Norwegia  | 1     | 1      | 2    | 4     |
| 2.      | Finlandia | 1     | 1      | –    | 2     |
| Razem   | Razem     | 2     | 2      | 2    | 6     |

## Multimedaliści
24 sportowców zdobyło w Innsbrucku więcej niż jeden medal, a 13 spośród nich wywalczyło przynajmniej jedno złoto. Najwięcej – czworo – multimedalistów startowało w barwach Związku Socjalistycznych Republik Radzieckich. Sześcioro z multimedalistów stawało na podium olimpijskim w biegach narciarskich, troje w narciarstwie alpejskim, a po dwoje w łyżwiarstwie szybkim i skokach narciarskich.
Najwięcej medali – cztery – zdobyła reprezentantka ZSRR w łyżwiarstwie szybkim, Lidija Skoblikowa. Zwyciężyła ona we wszystkich konkurencjach w swojej dyscyplinie, tak samo jak druga w indywidualnej klasyfikacji medalowej – radziecka biegaczka, Kławdija Bojarskich – zdobywczyni trzech złotych medali. Po trzy medale olimpijskie w Innsbrucku wywalczyli także dwaj biegacze – Fin Eero Mäntyranta (dwa złote i jeden srebrny) i Szwed Sixten Jernberg (dwa złote i jeden brązowy).
Poniższa tabela przedstawia indywidualne zestawienie multimedalistów Zimowych Igrzysk Olimpijskich 1964, czyli zawodników i zawodniczek, którzy zdobyli więcej niż jeden medal olimpijski na tych igrzyskach, w tym przynajmniej jeden złoty.
| Miejsce | Zawodnik            | Państwo   | Dyscyplina            | Złoto | Srebro | Brąz | Razem |
| ------- | ------------------- | --------- | --------------------- | ----- | ------ | ---- | ----- |
| 1.      | Lidija Skoblikowa   | ZSRR      | łyżwiarstwo szybkie   | 4     | –      | –    | 4     |
| 2.      | Kławdija Bojarskich | ZSRR      | biegi narciarskie     | 3     | –      | –    | 3     |
| 3.      | Eero Mäntyranta     | Finlandia | biegi narciarskie     | 2     | 1      | –    | 3     |
| 4.      | Sixten Jernberg     | Szwecja   | biegi narciarskie     | 2     | –      | 1    | 3     |
| 5.      | Toralf Engan        | Norwegia  | skoki narciarskie     | 1     | 1      | –    | 2     |
| 5.      | Christine Goitschel | Francja   | narciarstwo alpejskie | 1     | 1      | –    | 2     |
| 5.      | Marielle Goitschel  | Francja   | narciarstwo alpejskie | 1     | 1      | –    | 2     |
| 5.      | Veikko Kankkonen    | Finlandia | skoki narciarskie     | 1     | 1      | –    | 2     |
| 5.      | Jewdokija Miekszyło | ZSRR      | biegi narciarskie     | 1     | 1      | –    | 2     |
| 5.      | Assar Rönnlund      | Szwecja   | biegi narciarskie     | 1     | 1      | –    | 2     |
| 11.     | Knut Johannesen     | Norwegia  | łyżwiarstwo szybkie   | 1     | –      | 1    | 2     |
| 11.     | Alewtina Kołczina   | ZSRR      | biegi narciarskie     | 1     | –      | 1    | 2     |
| 11.     | Josef Stiegler      | Austria   | narciarstwo alpejskie | 1     | –      | 1    | 2     |